# Bethlehem, West Virginia
Bethlehem är en ort (village) i Ohio County i West Virginia i USA. Vid 2010 års folkräkning hade Bethlehem 2 499 invånare.